# Gotra serendiva
Gotra serendiva är en stekelart som först beskrevs av Fernando 1956.  Gotra serendiva ingår i släktet Gotra och familjen brokparasitsteklar. Inga underarter finns listade i Catalogue of Life.